# Karakami HOTELS&RESORTS
Karakami Hotel＆Resorts株式会社（カラカミホテルズアンドリゾート、英語: Karakami Hotel＆Resorts CO., LTD.）は仙台の秋保温泉、和歌山の南紀白浜温泉などで「カラカミ観光チェーン」の温泉観光ホテルを展開するほか、貸会議室経営・美術館事業（川久ミュージアム）を行う企業。キャッチコピーは、「いつも、まごころ カラカミ」。

## 概要
設立は1953年（昭和28年）、本社は札幌市南区の定山渓温泉に置かれた。社名は創業者の苗字・唐神（からかみ）に由来する。
創業者の四男が立ち上げた旧カラカミリゾート（2004年5月にトーホウリゾート株式会社へ社名変更）とは別会社である。
同じ胆振管内に本社を置く野口観光株式会社（登別市）と同様に、北海道地方に根ざした営業活動に取り組んでいるが、本州への進出はカラカミ観光が積極的である。
特に北海道では主要温泉地である、洞爺湖温泉・阿寒湖温泉に2つのホテルを展開し、洞爺サンパレスリゾート&スパ、ニュー阿寒ホテルなどの大型観光ホテルを有していたが、2023年10月現在北海道内のホテル運営からは撤退している。
道外で展開しているホテルはすべて買収したものである。買収後は客単価を下げ、食事をバイキング形式にしたり女将を廃止するなど、思い切った経営戦略を立てて経営を再生させている。現在、秋保温泉、南紀白浜温泉に温泉ホテルを有し、関東に研修型ホテルを有する。
また、北海道では民放各局でスポットCMが集中的に放送されており、特にテレビ北海道（TVh）では昼間など、時間帯によってはスポット枠で3本に1本毎にCMが放送されることもみられるなど他局より放送頻度が高い、TVh以外の局では2010年に入って放送本数が激減した。TVhと同じ系列のテレビ大阪や独立U局のテレビ和歌山では、和歌山県下の系列ホテル2店舗（ホテル川久・ホテル古賀の井 リゾート&スパ）のスポットCMがよく流れている。
和歌山県白浜町のホテル古賀の井と白浜シーサイドホテルは白浜温泉を代表するホテルであったが、建物の老朽化により2016年3月末で閉館し、ホテル古賀の井のブランドは同社が経営するコガノイベイホテル（和歌山県白浜町）が継承し「ホテル古賀の井 リゾート&スパ」としてリニューアルされた。
2020年8月1日付で、カラカミ観光から Karakami Hotel＆Resorts へ商号を変更した。

## 沿革

### カラカミ観光
- 1953年（昭和28年）12月5日 - 洞爺湖温泉（北海道虻田郡虻田町字洞爺湖温泉町（現：洞爺湖町））に創業者・唐神勝夫が株式会社唐神呉服店を設立
- 1955年（昭和30年）4月 - 株式会社唐神商店に商号変更し、土産物店を開設
- 1962年（昭和37年）4月 - 北海道阿寒湖温泉（北海道阿寒郡阿寒町阿寒湖温泉（現：釧路市阿寒町））に支店を開設
- 1965年（昭和40年）4月 - ニュー阿寒ホテル（51室）を阿寒湖温泉に開業
- 1968年（昭和43年）11月 - カラカミ観光株式会社に商号変更
- 1970年（昭和45年）4月 - 洞爺パークホテル（90室）を洞爺湖温泉に開業
- 1978年（昭和53年）3月 - 洞爺パークホテル サンパレス（335室）（洞爺サンパレスリゾート&スパ）を洞爺湖温泉（北海道壮瞥郡壮瞥町字洞爺湖温泉）に開業
- 1979年（昭和54年）7月 - ニュー阿寒ホテルに高級別館クリスタルを増築オープン（全280室）
- 1980年（昭和55年）5月 - 洞爺パークホテルサンパレスの隣にあったホテル大東を買収・改装の上、「高級別館クリスタル」としてオープン（全459室）
- 1980年（昭和55年）9月 - 「定山渓ビューホテル」を北海道札幌市南区定山渓温泉に新築オープン（381室）
- 1982年（昭和57年）7月 - 子会社である株式会社阿寒レジャーランドが阿寒湖温泉に「阿寒ビューホテル」を新築オープン（228室）
- 1982年（昭和57年）8月 - 洞爺パークホテルサンパレスに大浴場（宇宙一大浴場）とレストランを増築
- 1985年（昭和60年）12月 - 株式会社ホテル市川（のち株式会社ホテルエメラルド）の株式41.7%を取得
- 1990年（平成2年）2月 - 東栄商興株式会社を買収。札幌市豊平区の羊ヶ丘展望台入り口にて経営していた羊ヶ丘展望園をグループ化。レストラン事業へ進出
- 1991年（平成3年）7月 - 札幌市中央区にてサンシャインスポーツクラブを運営するサンシャインビル株式会社を買収。スポーツ事業へ進出
- 1992年（平成4年）4月 - 洞爺パークホテルに天翔を増築。ホテル名称を「洞爺パークホテル天翔」とする
- 1999年（平成11年）5月 - 東京都中央区日本橋大伝馬町に東京営業所を開設
- 1995年（平成7年）4月 - ニュー阿寒ホテル本館を解体したのち、「新館シャングリラ」を増築（全370室）
- 1995年（平成7年）7月 - 日本証券業協会に株式を店頭登録
- 1996年（平成8年）4月 - 定山渓ビューホテル隣接地の第一生命保険の保養所「渓心荘」を買収解体の上、「定山渓ビューホテル新館グレートビュー」を増築オープン。その後、隣接するJRグループ健康保険組合の経営する「白糸荘」を買収
- 1999年（平成11年）4月 - 和歌山県西牟婁郡白浜町の南紀白浜温泉にある株式会社川久を買収。翌月より「ホテル川久」（88室）の経営を開始
- 1999年（平成11年）9月 - 株式会社コスモスホテル開発より子会社である株式会社川久が、東京都中央区晴海の「晴海グランドホテル」（210室）および川崎市川崎区の「川崎グランドホテル」（70室）を営業譲渡
- 2000年（平成12年）6月 - ホテル運営子会社として株式会社マックスパートを設立。「晴海グランドホテル」および「川崎グランドホテル」の運営を委託
- 2000年（平成12年）11月 - 仙台地方裁判所より宮城県仙台市太白区の秋保温泉にある「ホテル瑞鳳」（131室）を落札。前月に設立した株式会社東北カラカミ観光に管理運営を委託。
- 2001年（平成13年）- 大分県別府市にある「杉乃井ホテル」の民事再生法適用に伴い、支援企業として模索するが、失敗に終わる。
- 2002年（平成14年）7月 - 秋保温泉にある「秋保グランドホテル」（139室）を株式会社秋保グランドホテルより買収。株式会社東北カラカミ観光へ管理運営を委託
- 2004年（平成16年）6月 - 和歌山県南紀白浜温泉にて地産グループが運営していた「チサン白浜」を、子会社である株式会社マックスパートが信託受益権方式にて取得。「白浜シーサイドホテル」（91室）として営業開始
- 2004年（平成16年）12月 - 日本証券業協会への株式登録より、ジャスダックへの株式上場へ変更
- 2005年（平成17年）8月 - 和歌山県南紀白浜温泉の更生会社株式会社古賀の井に子会社である株式会社川久が出資子会社化。「ホテルコガノイベイ」（172室）および「ホテル古賀の井」（103室）の営業を開始
- 2007年（平成19年）2月 - 大阪府大阪市住之江区の咲洲コスモスクエアにあるホテルコスモスクエア国際交流センターを子会社である株式会社マックスパートが買収
- 2008年（平成20年）10月 - 阿寒ビューホテル閉館
- 2008年（平成20年）12月22日 - 長年の代表者である唐神茂夫が死去
- 2011年（平成23年）5月1日 - 「洞爺パークホテル天翔」を1年後をめどに休館
- 2011年（平成23年）7月1日 - 「ホテルエメラルド」を1年後をめどに休館
- 2011年（平成23年）9月30日 - 「ホテルエメラルド」を釧路市阿寒町の株式会社阿寒グランドホテル（現：鶴雅リゾート株式会社）へ、「川崎グランドホテル」を東京都新宿区の住友不動産株式会社へそれぞれ譲渡
- 2011年（平成23年）11月8日 - マネジメント・バイアウトを目的に株式公開買付けを実施[4]。12月20日に終了。
- 2012年（平成24年）2月29日 - 「洞爺パークホテル天翔」を登別市の野口観光株式会社へ譲渡。その後、同施設は「ザ レイクビューTOYA 乃の風リゾート」として、リニューアルオープン。
- 2012年（平成24年）3月22日 - 株式上場（ジャスダック）を廃止[5]
- 2015年（平成27年）12月22日 - 「コガノイベイホテル」を「ホテル古賀の井 リゾート&スパ」へ改称
- 2016年（平成28年）3月31日 - 「ホテル古賀の井」及び「白浜シーサイドホテル」を閉館
- 2016年（平成28年）4月1日 - 「白浜シーサイドホテル」を株式会社TMCへ譲渡
- 2019年（平成31年）3月31日 - 羊ヶ丘展望ビール園の営業を終了
- 2019年（令和元年）8月1日 - 洞爺サンパレスリゾート&スパ別館を改築し、「ザ・レイクスイート 湖の栖（すみか）」としてグランドオープン

### Karakami HOTELS&RESORTS
- 2020年（令和2年）8月1日 - Karakami HOTELS&RESORTS株式会社へ社名変更後、札幌市中央区大通西4丁目1 新大通ビルディング3階へ本社移転[6]。
- 2021年（令和3年）4月23日 - 定山渓ビューホテルを株式会社ベルーナへ譲渡する事を発表[7]。
- 2022年（令和4年） - ホテルフラクシア大阪ベイを売却[8]。
- 2023年（令和5年）3月10日 - 洞爺サンパレスリゾート&スパとザ・レイクスイート 湖の栖をベルーナに[9]、ニュー阿寒ホテルをベルーナ代表の安野清個人にそれぞれ売却[10]することを発表（譲渡日は同月31日付）。ただしホテルの運営はカラカミグループの子会社が引き続き行う。
- 2023年（令和5年）8月31日 - 前述の「洞爺サンパレスリゾート&スパ」「ザ・レイクスイート 湖の栖」「ニュー阿寒ホテル」の運営を行っていた、子会社の株式会社グランベル北海道の全株式をベルーナに譲渡し、3ホテルの運営からも撤退[11]。これにより、北海道エリアのホテル運営からは撤退することになる。
- 2023年（令和5年）9月29日 - 札幌市中央区南一条東1丁目3番地へ本社を移転
- 2023年（令和5年）9月29日 - 石川県・山中温泉の「山中温泉　風味吟撰の宿　厨八十八（くりやそはち）」を取得し運営開始。北陸エリアに進出[12]。

## ホテル

### 東北エリア
- ホテル瑞鳳 - 宮城県仙台市太白区秋保町湯元字除26-1
- 秋保グランドホテル - 宮城県仙台市太白区秋保町湯元字枇杷原12-2

### 北陸エリア
- 厨八十八 - 石川県加賀市山中温泉菅谷町ロ-62

### 関東エリア
- L stay & grow晴海 - 研修特化型ホテル。フクラシア晴海、晴海グランドホテルより改称。東京都中央区晴海3-8-1

### 関西エリア
- ホテル川久 - 和歌山県西牟婁郡白浜町3745
- 白浜古賀の井リゾート&スパ - コガノイベイホテルより改称。和歌山県西牟婁郡白浜町3212-1

### かつて営業していたホテル
- 定山渓ビューホテル - 2021年2月より新型コロナウイルスの影響で閉館後、同年4月に株式会社ベルーナへ譲渡。
- ニュー阿寒ホテル - 2023年3月に株式会社ベルーナ代表の安野清個人へ資産売却、同年8月に運営受託終了。名称変更せずベルーナの運営に移行。
- 洞爺サンパレスリゾート&スパ - 2023年3月に株式会社ベルーナへ資産売却、同年8月に運営受託終了。名称変更せずベルーナの運営に移行。
- ザ・レイクスイート 湖の栖 - 洞爺サンパレスリゾート&スパ別館を改築し、2019年8月1日にオープン。2023年3月に株式会社ベルーナへ資産売却、同年8月に運営受託終了。名称変更せずベルーナの運営に移行。
- 洞爺パークホテル 天翔 - 2011年5月より休館、2012年2月に野口観光へ譲渡、現：「ザレイクビューTOYA・乃の風リゾート」
- ホテルエメラルド - 株式会社ホテル市川を吸収合併、2011年9月に株式会社阿寒グランドホテル（現：鶴雅リゾート株式会社）へ譲渡、現「あかん湖鶴雅ウイングス」
- 阿寒ビューホテル - 2008年10月営業終了、閉館後解体
- 川崎グランドホテル - リクルートコスモス（現：コスモスイニシア）より買収。2011年9月に住友不動産株式会社へ譲渡し、跡地はマンション「センター川崎マーク・レジデンス」になっている。
- ホテルフクラシア大阪ベイ - ホテルコスモスクエア国際交流センターより改称。2022年に資産売却。名称変更せず株式会社アップル（東京都港区）により運営継続。[13]
- 白浜シーサイドホテル - チサンホテルより買収。2016年3月31日の閉館後、2016年4月に株式会社TMCへ譲渡され、再オープンした[14]が、2019年頃に閉鎖した。
- ホテル古賀の井 - 倒産後、買収。2016年3月閉館。2016年3月31日の閉館後、湯快リゾートが購入し、「白浜彩朝楽」として2016年7月29日に65室のみでプレオープン、改装を行った上で秋にも145室でグランドオープン[15]。